# Liste der italienischen Botschafter in Mexiko
Dies ist eine Liste der italienischen Botschafter in Mexiko.

## Botschafter
| Ernennung/Akkreditierung | Name                                 | Bemerkungen                                                                            | ernannt von                          | akkreditiert während der Regierung von | Posten verlassen |  |
| ------------------------ | ------------------------------------ | -------------------------------------------------------------------------------------- | ------------------------------------ | -------------------------------------- | ---------------- |  |
| 28. Dez. 1864            | Vittorio Sallier de La Tour          | von 1867 bis 1870 Gesandter in Japan, ab Juni 1871 Gesandter in Schweden und Norwegen. | Alfonso Ferrero La Marmora           | Benito Juárez                          |                  |  |
| 31. Okt. 1869            | Carlo Cattaneo                       | Generalkonsul und akkreditierter Geschäftsträger                                       | Urbano Rattazzi                      | Benito Juárez                          |                  |  |
| 20. Dez. 1872            | Giuseppe Biagi                       | Generalkonsul und akkreditierter Geschäftsträger                                       | Urbano Rattazzi                      | Sebastián Lerdo de Tejada              |                  |  |
| 7. Sep. 1879             | Luigi Joannini Ceva di. San Michele  | akkrediteriter Ministerresident                                                        | Benedetto Cairoli                    | Porfirio Díaz                          |                  |  |
| 19. Feb. 1882            | Ernesto Martuscelli                  | akkrediteriter Ministerresident                                                        | Agostino Depretis                    | Manuel del Refugio González Flores     |                  |  |
| 16. Juli 1884            | Giovanni Ernesto Viviani             | Generalkonsul und Ministerresident                                                     | Agostino Depretis                    | Porfirio Díaz                          |                  |  |
| 24. Juni 1888            | Luigi Petich                         | Konsul und Ministerresident                                                            | Francesco Crispi                     | Porfirio Díaz                          |                  |  |
| 6. Aug. 1890             | Davide Segre                         | Konsul und Ministerresident                                                            | Francesco Crispi                     | Porfirio Díaz                          |                  |  |
| 5. Jan. 1893             | Enrico Centurione                    | Konsul und Ministerresident                                                            | Francesco Crispi                     | Porfirio Díaz                          |                  |  |
| 23. Aug. 1897            | Oscar Hierschel de Minerbi           | (* 1838 in Triest; 1908)Gesandter in Bukarest                                          | Antonio Starabba, Marchese di Rudinì | Porfirio Díaz                          |                  |  |
| 22. März 1900            | Roberto Magliano di Villar San Marco | außerordentlicher Gesandter und Ministre plénipotentiaire                              | Giuseppe Saracco                     | Porfirio Díaz                          |                  |  |
| 13. Apr. 1902            | Giulio Cesare Vinci                  | außerordentlicher Gesandter und Ministre plénipotentiaire                              | Giuseppe Zanardelli                  | Porfirio Díaz                          |                  |  |
| 11. Juli 1904            | Aldo Nobili                          | außerordentlicher Gesandter und Ministre plénipotentiaire                              | Giovanni Giolitti                    | Porfirio Díaz                          |                  |  |
| 30. Okt. 1906            | Cesare Ranuzzi Segni                 | außerordentlicher Gesandter und Ministre plénipotentiaire                              | Sidney Sonnino                       | Porfirio Díaz                          |                  |  |
| 11. Aug. 1909            | Annibale Raybaudi-Massiglia          | außerordentlicher Gesandter und Ministre plénipotentiaire                              | Sidney Sonnino                       | Porfirio Díaz                          |                  |  |
| 11. Apr. 1912            | Carlo Aliotti                        | außerordentlicher Gesandter und Ministre plénipotentiaire                              | Giovanni Giolitti                    | Francisco Madero                       |                  |  |
| 26. Okt. 1913            | Silvio Cambiagio                     | außerordentlicher Gesandter und Ministre plénipotentiaire                              | Giovanni Giolitti                    | Victoriano Huerta                      |                  |  |
| 11. Apr. 1917            | Alberto Martin-Franklin              | außerordentlicher Gesandter und Ministre plénipotentiaire                              | Vittorio Emanuele Orlando            | Venustiano Carranza                    |                  |  |
| 31. Aug. 1919            | Stefano Carrara                      | außerordentlicher Gesandter und Ministre plénipotentiaire                              | Francesco Saverio Nitti              | Venustiano Carranza                    |                  |  |
| 9. Juli 1922             | Giovanni Battista Nani-Mocenigo      | außerordentlicher Gesandter und Ministre plénipotentiaire                              | Benito Mussolini                     | Álvaro Obregón                         |                  |  |
| 25. Juli 1924            | Gino Macchioro Vivalba               | außerordentlicher Gesandter und Ministre plénipotentiaire                              | Benito Mussolini                     | Plutarco Elías Calles                  |                  |  |
| 29. Jan. 1931            | Gianfranco Viganotti Giusti          | außerordentlicher Gesandter und Ministre plénipotentiaire                              | Benito Mussolini                     | Pascual Ortiz Rubio                    |                  |  |
| 25. Aug. 1932            | Delfino Rogeri                       | conte di Villanova (1889–1979) 1944 Gesandter in Berlin                                | Benito Mussolini                     | Abelardo L. Rodríguez                  |                  |  |
| 26. Juli 1935            | Alberto Marchetti di Muriaglio       | außerordentlicher Gesandter und Ministre plénipotentiaire                              | Benito Mussolini                     | Lázaro Cárdenas del Río                |                  |  |
| 24. Juni 1946            | Luigi Petrucci                       | Botschafter                                                                            | Ferruccio Parri                      | Miguel Alemán Valdés                   |                  |  |
| 22. Jan. 1952            | Giovanni De Astis                    |                                                                                        | Ferruccio Parri                      | Adolfo Ruiz Cortines                   |                  |  |
| 22. März 1955            | Giustino Arpesani                    |                                                                                        | Antonio Segni                        | Adolfo Ruiz Cortines                   |                  |  |
| 30. Sep. 1960            | Andrea Cagiati                       | Geschäftsträger                                                                        | Fernando Tambroni                    | Adolfo López Mateos                    |                  |  |
| 2. Okt. 1961             | Giovanni Andrea Soro                 |                                                                                        | Fernando Tambroni                    | Adolfo López Mateos                    |                  |  |
| 24. Okt. 1965            | Enrico Guastone Belcredi             |                                                                                        | Giovanni Leone                       | Gustavo Díaz Ordaz                     |                  |  |
| 5. Nov. 1969             | Luigi Bolla                          |                                                                                        | Giovanni Leone                       | Gustavo Díaz Ordaz                     |                  |  |
| 15. Sep. 1972            | Raffaele Marras                      |                                                                                        | Giulio Andreotti                     | Luis Echeverría Álvarez                |                  |  |
| 30. Nov. 1978            | Francesco Spinelli                   |                                                                                        | Giulio Andreotti                     | José López Portillo                    |                  |  |
| 17. Juli 1985            | Franco Ferretti                      |                                                                                        | Bettino Craxi                        | Miguel de la Madrid Hurtado            |                  |  |
| 17. Aug. 1988            | Sergio Cattani                       |                                                                                        | Ciriaco De Mita                      | Carlos Salinas de Gortari              |                  |  |
| 11. Juli 1994            | Mario Maiolini                       |                                                                                        | Romano Prodi                         | Ernesto Zedillo Ponce de León          | 21. Nov. 1997    |  |
| 7. Feb. 1998             | Bruno Cabras Melchiori               |                                                                                        | Massimo D’Alema                      | Ernesto Zedillo Ponce de León          |                  |  |
| 7. Nov. 2001             | Franco Tempesta                      |                                                                                        | Silvio Berlusconi                    | Vicente Fox                            |                  |  |
| 9. Juni 2005             | Felice Scauso                        |                                                                                        | Silvio Berlusconi                    | Vicente Fox                            | Vicente Fox      |  |
| 14. Juli 2009            | Roberto Spinelli                     | (* 1949 in Rom)                                                                        | Silvio Berlusconi                    | Felipe Calderón                        |                  |  |